# Isonychus rosettae
Isonychus rosettae är en skalbaggsart som beskrevs av Frey 1969. Isonychus rosettae ingår i släktet Isonychus och familjen Melolonthidae. Inga underarter finns listade i Catalogue of Life.